# Wachbataillon beim Bundesministerium der Verteidigung
Das Wachbataillon beim Bundesministerium der Verteidigung (WachBtl BMVg; meist verkürzend als Wachbataillon bezeichnet) ist der Verband der Bundeswehr, der vorrangig im protokollarischen Ehrendienst bei Staatsbesuchen und anderen staatlichen Anlässen eingesetzt wird. Ausstattungs- und gliederungstechnisch handelt es sich beim Wachbataillon originär um einen infanteristischen Truppenteil. In dieser Eigenschaft ist es im Verteidigungsfall für die militärische Sicherung des Verteidigungsministeriums sowie der Mitglieder und Objekte der Bundesregierung – im Kalten Krieg beispielsweise des Ausweichsitzes der Verfassungsorgane des Bundes – verantwortlich.
Obwohl der Begriff offiziell in der Bundeswehr keine Anwendung findet, wird das Wachbataillon aufgrund seiner in den deutschen Streitkräften einzigartigen Aufgabenbereiche und der entsprechend besonders intensiven Formalausbildung in den Medien und von Angehörigen regelmäßig als „(deutsche) Garde“ bezeichnet.

## Geschichte

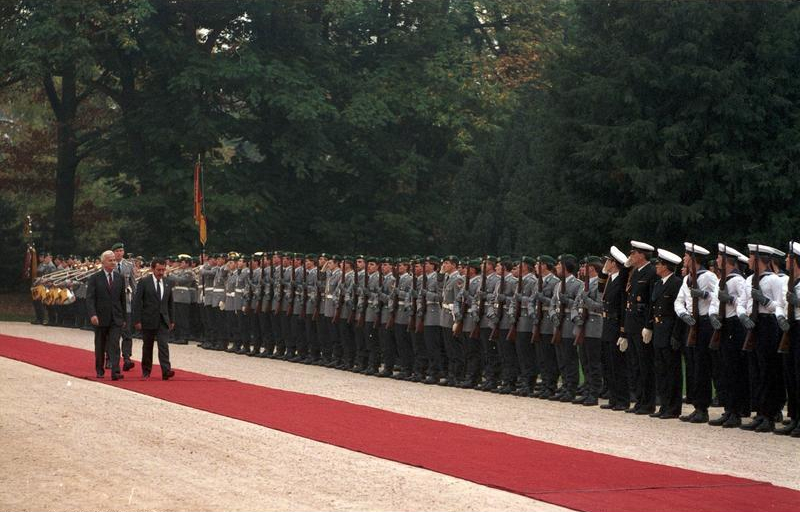
Richard von Weizsäcker empfängt den Präsidenten von Guatemala, Marco Vinicio Cerezo Arévalo, mit militärischen Ehren. Beide schreiten eine Ehrenformation des Wachbataillons ab (1986).

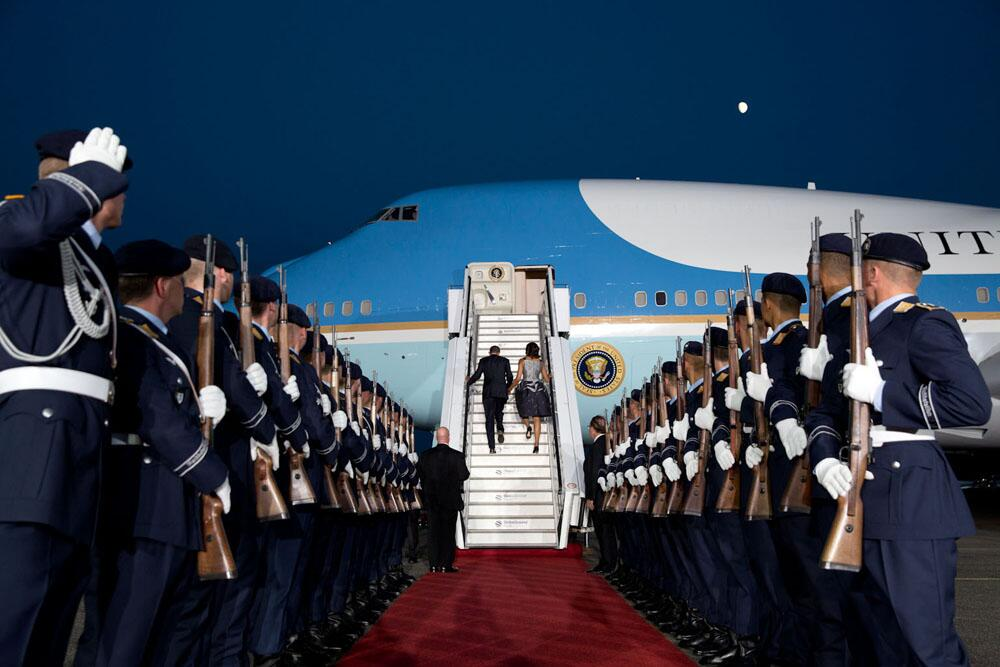
Ein Ehrenspalier des Wachbataillons zum Abschied von Barack Obama bei seinem Berlin-Besuch im Jahr 2013

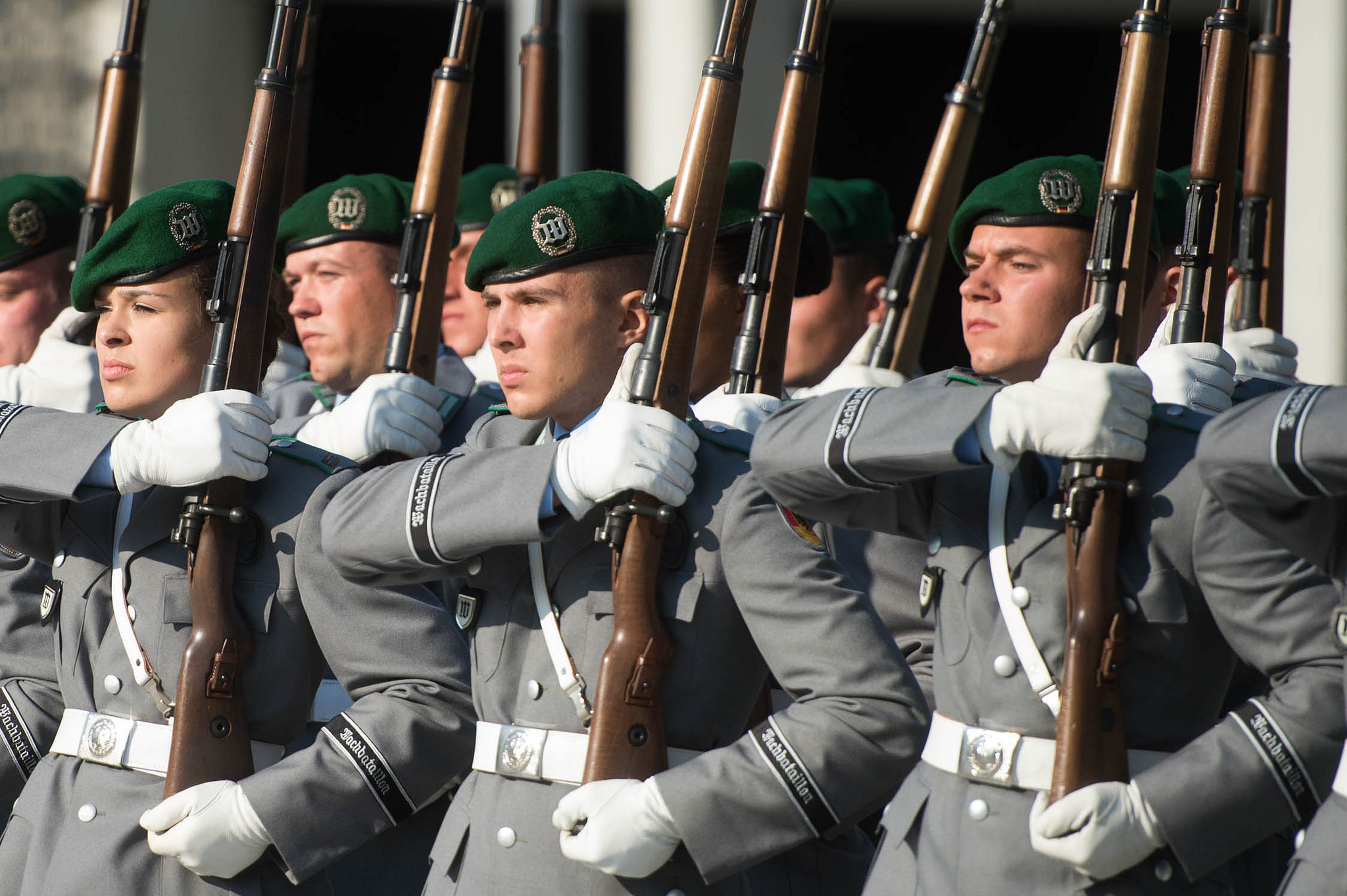
Soldaten des Wachbataillons im September 2015

Nachdem ursprünglich der Bundesgrenzschutz die Aufgabe des protokollarischen Ehrendienstes für die Bundesregierung innegehabt hatte, wurde das Wachbataillon als einer der ersten Verbände der Bundeswehr am 15. Februar 1957 in Rheinbach aufgestellt und übernahm die militärische Repräsentation der Bundesrepublik Deutschland. Es bestand zunächst aus einer Stabs- und Versorgungskompanie, zwei Wachkompanien, einer Feldjägerkompanie und dem Lehrmusikkorps und gehörte ausschließlich dem Heer an. Der Kader der beiden Wachkompanien wurde aus der Unteroffizierlehrkompanie gebildet, die bereits seit 1956 protokollarische Einsätze ausgeführt hatte und aus früheren Angehörigen des Bundesgrenzschutzes bestand.
Die Feldjägerkompanie wurde bereits 1958 an das Feldjägerbataillon BMVg abgegeben. Am 11. Februar 1959 wurde das Bataillon in die Brückberg-Kaserne nach Siegburg verlegt. Das am 1. Juni 1959 in Stabsmusikkorps der Bundeswehr umbenannte Lehrmusikkorps wurde ebenfalls ausgegliedert. Am 4. Januar 1960 wurden die verbleibenden Kompanien laufend durchnummeriert, die Bezeichnungen 1. und 2. Wachkompanie wurden aufgegeben. Im Januar 1961 wurden erstmals Wehrpflichtige ins Wachbataillon übernommen. Am 1. Juli 1961 wurde die 4. Kompanie aufgestellt.
Bereits seit August 1959 fanden protokollarische Einsätze unter Beteiligung aller Teilstreitkräfte statt. Die Luftwaffenkompanie kam vom Fliegerhorst Köln-Wahn, die Marinekompanie wurde von der Marineunteroffizierschule Plön gestellt. Um die organisatorischen Schwierigkeiten zu verringern, wurde die Luftwaffenkompanie bereits Ende 1959 ebenfalls in die Brückberg-Kaserne verlegt und später als 5. Kompanie ins Wachbataillon eingegliedert. Erst am 28. Juni 1973 wurde die 9. Inspektion der Marineküstendienstschule von Neustadt an der Ostsee nach Siegburg verlegt und als 4. Kompanie dem Wachbataillon eingegliedert. Die bisherige 4. Kompanie wurde dazu in 3. Kompanie umbenannt, die bisherige 3. Kompanie wurde aufgelöst.
Am 13. Mai 1961 übernahm das Wachbataillon die Tradition des Ersten Garde-Regiments zu Fuß und des Infanterie-Regiments 9. Im Januar 1963 wurde das Ärmelband „Wachbataillon“ verliehen. Die im November 1962 aufgestellte Wachausbildungskompanie 708 begann im April 1963 mit der Ausbildung von Heeressoldaten für das Wachbataillon. Im Mai 1965 verlieh Bundespräsident Heinrich Lübke dem Bataillon die erste Truppenfahne der Bundeswehr. Im Mai 1973 wurde dem Verband im Rahmen einer offiziellen Feierstunde die Tradition der alten kaiserlichen Potsdamer Gardetruppen sowie des Infanterieregimentes 48 der Wehrmacht im Beisein von Viktoria Luise von Preußen verliehen. Am 1. Dezember 1974 wechselte die Unterstellung des Wachbataillons vom Wehrbereich III zum Sicherungs- und Versorgungsregiment beim Bundesministerium der Verteidigung. Am 1. Oktober 1989 wurde in der Brückberg-Kaserne die 6. Kompanie aufgestellt.
Nach der deutschen Wiedervereinigung 1990 begannen protokollarische Einsätze in Berlin schnell zuzunehmen. Am 1. April 1995 wurden daher die 2. Kompanie des Wachbataillons und die Wachausbildungskompanie 902 (bis 1982 Wachausbildungskompanie 708), die zuletzt die Grundausbildung der Heeres- und Marinesoldaten für das Wachbataillon durchgeführt hatte, von Bergisch Gladbach in die Julius-Leber-Kaserne in Berlin verlegt. Die Ausbildungskompanie wurde zur regulären Protokoll- und Sicherungskompanie und als 7. Kompanie dem Wachbataillon eingegliedert.
Bereits im März 1991 war die 3. Kompanie aus der Hermann-Löns-Kaserne in Bergisch Gladbach in die Brückberg-Kaserne in Siegburg verlegt worden. Der Umzug von Teilen der Bundesregierung und des Bundespräsidenten nach Berlin im Sommer 1999 erforderte schließlich die Verlegung des größten Teils des Wachbataillons nach Berlin. Die im Frieden inaktive Feldersatzkompanie wurde aufgegeben. Am 1. Juli 2008 wurde die 8. Kompanie in 9. Kompanie umbenannt und eine neue Protokoll- und Sicherungskompanie der Luftwaffe als 8. Kompanie aufgestellt.
Am 26. April 2014 verabschiedete sich das Wachbataillon nach 55 Jahren in der Brückberg-Kaserne mit einem Großen Zapfenstreich endgültig aus Siegburg. Ende September 2014 wurde auch die letzte Kompanie von Siegburg nach Berlin verlegt.

## Auftrag
Das Wirken und die Einsätze des Wachbataillons richten sich nach dem internationalen Protokoll. Die zur Durchführung der militärischen Zeremonielle notwendige musikalische Begleitung erfolgt dabei in der Regel durch das Stabsmusikkorps der Bundeswehr oder das Musikkorps der Bundeswehr.
Aufgrund dieser öffentlichkeitswirksamen repräsentativen Aufgaben und der daraus resultierenden Medienpräsenz gehört das Wachbataillon zu den bekanntesten Truppenteilen der Bundeswehr.
Das jährliche feierliche Gelöbnis der Rekruten am 20. Juli, zum Gedenken an das Attentat vom 20. Juli 1944, das seit 1999 im Bendlerblock (selten auch auf dem Platz der Republik vor dem Reichstagsgebäude) stattfindet, ist ein wesentlicher Bestandteil im Traditionsverständnis der Bundeswehr im Allgemeinen und des Wachbataillons im Besonderen.
Die Ausbildung zur – im Verteidigungsfall – Sicherung der Dienstsitze der Bundesregierung spielt aufgrund der niedrigen Bedrohungsstufe Deutschlands im Dienstalltag des Wachbataillons eine nachgeordnete Rolle; die Protokollaufgaben und -ausbildungen haben Vorrang. Die infanteristische Ausbildung nimmt dennoch einen erheblichen Anteil der Dienstzeit in Anspruch; zudem nehmen Angehörige des Wachbataillons im Rahmen seines Auftrags an Auslandseinsätzen teil. Dies ist jedoch – anders als bei den meisten truppenstellenden Verbänden – auf Einzelabstellungen bis Teileinheitsebene begrenzt.
In den Protokollkompanien des Wachbataillons dienten lange Zeit keine Frauen. Dies unter anderem damit begründet, dass bestimmte Exerziergriffe für Frauen mit gesundheitlichen Risiken behaftet sind (beispielsweise das Schlagen des Gewehrs gegen die Brust). Zudem wurde Wert darauf gelegt, die militärische Repräsentation Deutschlands vor allem durch Wehrpflichtige (die ja keine Frauen sein konnten) als Spiegelbild der Gesellschaft zu erweisen. Ausnahme davon bildete die Stabskompanie, in der auch weibliche Soldaten Dienst leisteten. Am 10. März 2011 diente erstmals eine Soldatin im protokollarischen Einsatz. Beim Großen Zapfenstreich zur Verabschiedung Karl-Theodor zu Guttenbergs marschierte erstmals ein weiblicher Stabsunteroffizier als Fackelträger auf und nahm eine der Positionen neben dem Podest des zu Ehrenden ein.
Details zu den Abläufen des deutschen Militärprotokolls finden sich unter Militärische Ehren bzw. den dort angegebenen Weiterleitungen.

## Organisation
Mit insgesamt sieben aktiven (sowie zwei nichtaktiven) Kompanien und mehr als 1.000 Angehörigen zählt das Wachbataillon zu den größten Bataillonen der Bundeswehr. Es hat damit annähernd Regimentsstärke und ist in der Julius-Leber-Kaserne in Berlin-Wedding stationiert. Ab 2001 gehörte es zum Organisationsbereich Streitkräftebasis, nachdem es zuvor Teil des Heeres gewesen war. Seit 1. Oktober 2024 ist es dem Kommando Feldjäger unterstellt. Ihm gehören Soldaten an, die die Uniformen aller drei Teilstreitkräfte – Heer, Marine und Luftwaffe – tragen und teilweise von diesen Teilstreitkräften in das Wachbataillon versetzt wurden. Seit dem 1. April 2025 gehört das Bataillon sowie das Kommando Feldjäger zum Unterstützungsbereich der Bundeswehr.
Zu den sieben aktiven Kompanien zählen eine Versorgungskompanie, vier Protokollkompanien (von denen zwei zum Heer und jeweils eine zu Luftwaffe und Marine zugeordnet werden) und zwei Sicherungskompanien als Ergänzungstruppenteile. Die beiden nichtaktiven Kompanien sind ebenfalls Sicherungskompanien. Die Soldaten sind zwar gemäß ihrer Kompanie einer Teilstreitkraft zugeordnet, sind aber auch mit den Protokoll-Uniformen der anderen Teilstreitkräfte ausgestattet, um bei der Stellung von Ehrenformationen flexibler zu sein.
| Kompanie                 | Kompanieart                    | Zuordnung | stationiert in |
| ------------------------ | ------------------------------ | --------- | -------------- |
| 1./WachBtl BMVg          | Stabs- und Versorgungskompanie | Heer      | Berlin         |
| 2./WachBtl BMVg          | Protokollkompanie              | Heer      | Berlin         |
| 3./WachBtl BMVg          | Protokollkompanie              | Heer      | Berlin         |
| 4./WachBtl BMVg          | Protokollkompanie              | Marine    | Berlin         |
| 5./WachBtl BMVg          | Protokollkompanie              | Luftwaffe | Berlin         |
| 6./WachBtl BMVg          | Sicherungskompanie             | Heer      | Berlin         |
| 7./WachBtl BMVg          | Ausbildungskompanie            | Heer      | Berlin         |
| 8./WachBtl BMVg (ErgTrT) | Sicherungskompanie             | Heer      | Berlin         |
| 9./WachBtl BMVg (ErgTrT) | Sicherungskompanie             | Heer      | Berlin         |

## Rekrutierung und Ausbildung
Das Wachbataillon ist für seine fordernde Ausbildung sowie seine strikte militärische Disziplin und seinen hohen Korpsgeist bekannt. Der Ablauf von Großen Zapfenstreichen, Gelöbnissen, Empfängen mit militärischen Ehren und anderen protokollarischen Ritualen und Zeremonien wird intensiv geübt. Zum protokollarischen Ehrendienst im Wachbataillon werden nur Soldaten zugelassen, die eine Körpergröße von mindestens 175 Zentimeter haben, aber kleiner als 196 Zentimeter sind. Angehörige des Wachbataillons erhalten eine spezielle Ausbildung im Marschieren in Formationen und in der Handhabung des Karabiners. Alle Protokollsoldaten wirken nach einer bestandenen Protokollabnahme, in der die Soldaten ihre protokollarischen Fähigkeiten zeigen, im protokollarischen Ehrendienst mit. Neben der Protokollausbildung erhalten die Soldaten eine infanteristische Ausbildung. Der unterste Mannschaftsdienstgrad ist Jäger, Flieger oder Matrose. Bis September 1991 lautete der niedrigste Dienstgrad der Heeresuniformträger jedoch Grenadier.

## Ausrüstung

### Bewaffnung

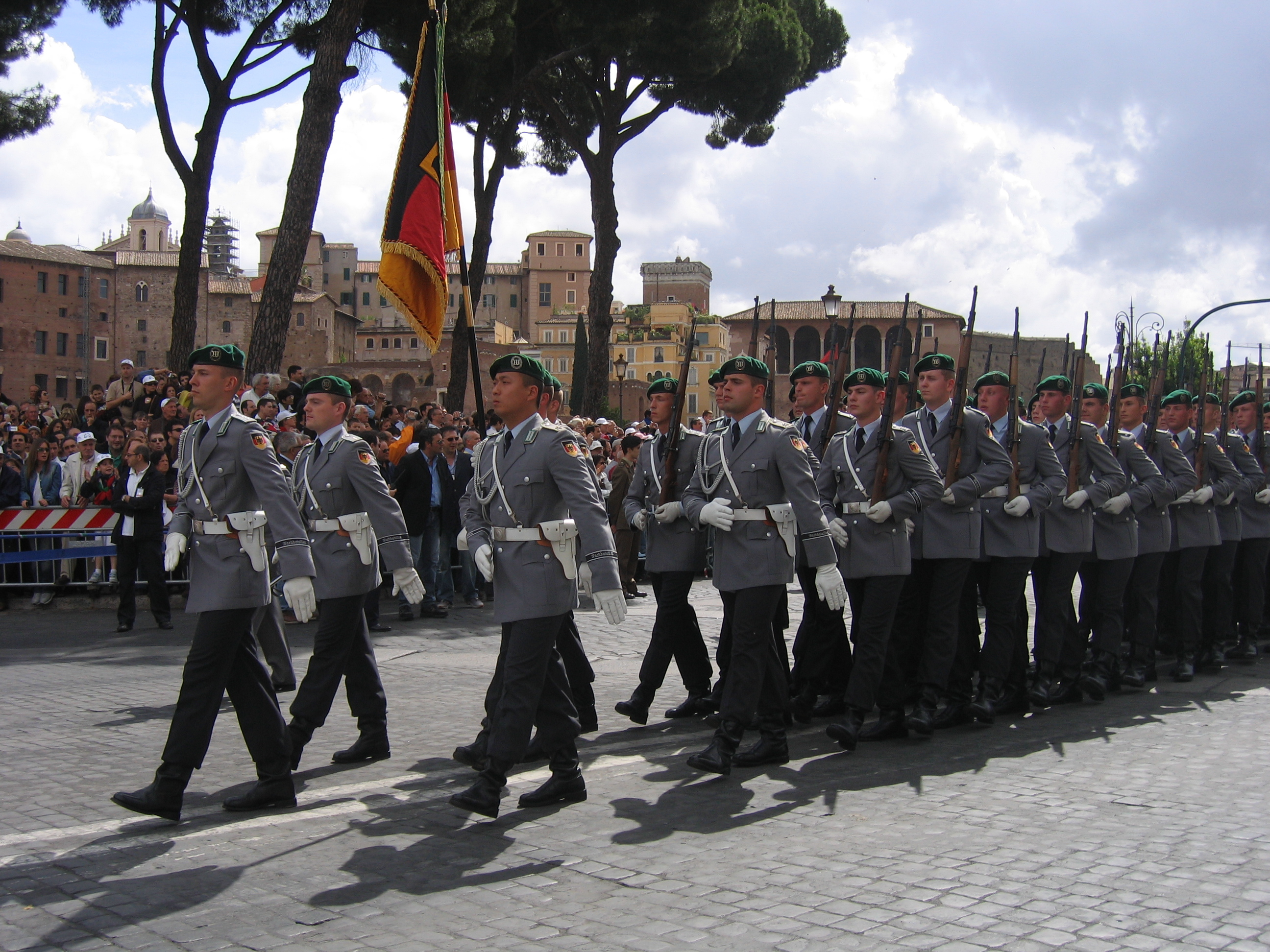
Soldaten des Wachbataillons bei einer Parade in Rom

Die Bewaffnung des Wachbataillons entspricht der eines Infanteriebataillons der Bundeswehr. Anders als Repräsentationseinheiten vieler anderer Staaten verwendet das Wachbataillon für zeremonielle Anlässe nicht das jeweils eingeführte Sturmgewehr, sondern das Traditionsgewehr K 98k (Karabiner 98 kurz). Diese sind nicht mehr schussfähig. Bei Schauauftritten des so genannten Drillteams können jedoch noch Platzpatronen abgefeuert werden.
Erst 1995 wurden von den aus der Zeit vor 1945 stammenden Karabinern das teilweise noch vorhandene Beschusszeichen mit Hakenkreuz entfernt, nachdem dies im Bundestag seitens der SPD kritisiert worden war. In seinem Auftrag zur Sicherung des Ministeriums und der Bundesregierung verwendet das Wachbataillon die übliche Infanteriebewaffnung der Bundeswehr.
Seit 2006 untersteht dem Wachbataillon eine Feldhaubitzenbatterie mit zehn Feldhaubitzen M101 Kaliber 105 mm. Diese hat den Auftrag, gemäß diplomatischem Protokoll Salutschüsse zu Ehren von hochrangigen Würdenträgern abzugeben. Der Auftrag für Salutschüsse oblag vorher dem Feldartilleriebataillon 545 in Niederlahnstein, von dem auch die Feldhaubitzen übernommen wurden.

### Uniform
Die Dienstanzüge des Bataillons entsprechen im Wesentlichen denen der Teilstreitkräfte. Im Regelfall werden die Rekruten mit Dienstanzügen aller drei Teilstreitkräfte ausgestattet. Als Besonderheit tragen die Soldaten am Dienstanzug Ausführung Heer und Luftwaffe ein Ärmelband mit der Aufschrift Wachbataillon. Ein Ärmelband mit dem Namen ihres Verbandes tragen im Heer ansonsten nur die Angehörigen der Panzerlehrbrigade 9, der Offizierschule des Heeres sowie der Unteroffizierschule des Heeres. Zur Luftwaffenuniform (Feld- und Dienstanzug) und zur Marineuniform (nur Feldanzug) tragen die Soldaten kein Schiffchen, sondern ein blaues Barett analog zu den Objektschutzstaffeln der Luftwaffe und der Marineschutzkräfte. Als Truppenteil der Infanterie ist das Barett für die Heeresuniformträger grün. Das Barettabzeichen aller Heeres-, Marine- und Luftwaffenkompanien zeigt (mittlerweile) das gotische W für Wachbataillon im Eichenlaub. Früher trugen die Soldaten der Marine- und Luftwaffenkompanien das der jeweiligen Sicherungstruppe ihrer Teilstreitkraft.  Zum Dienstanzug der Marine tragen die Mannschaften eine Tellermütze mit weißem Bezug und einem Mützenband mit goldenem Namenszug Wachbataillon.

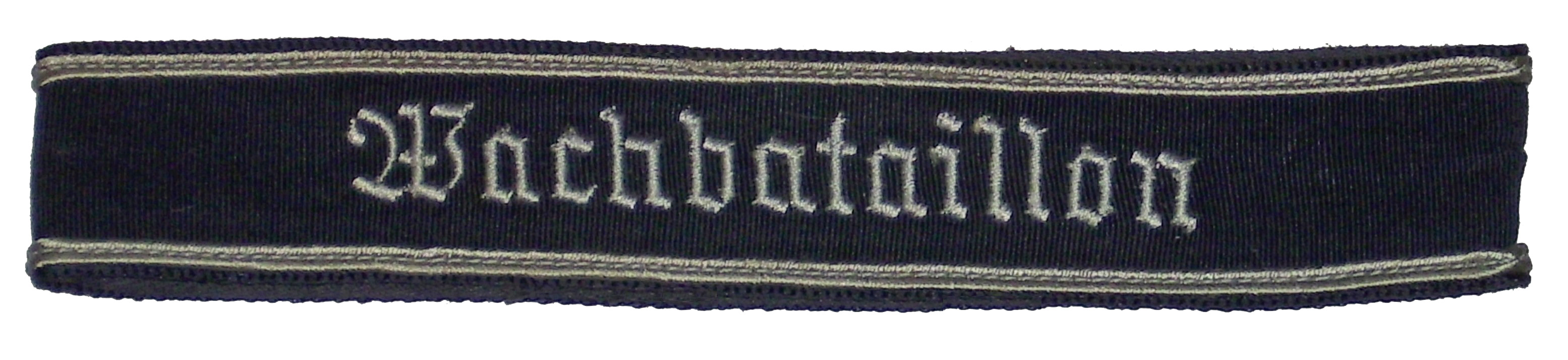
Ärmelband des Wachbataillons
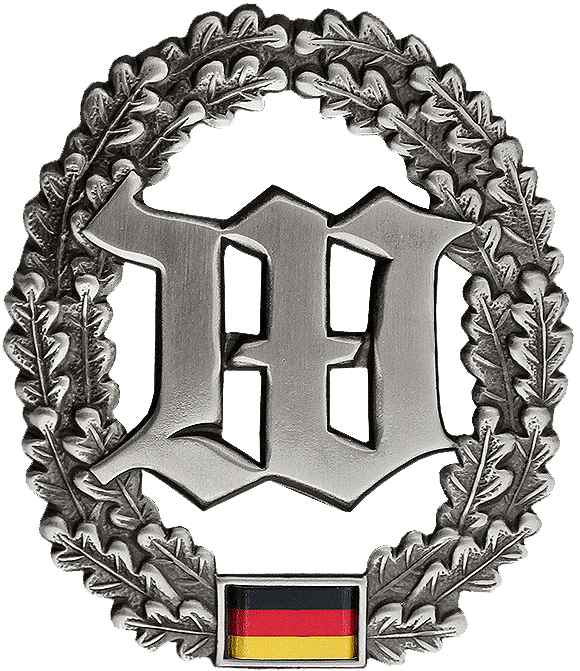
Barettabzeichen
Internes Verbandsabzeichen (Feldanzug)
Verbandsabzeichen (Dienstanzug Heer)

Das interne Verbandsabzeichen – getragen am Dienst- oder Feldanzug in der Ausführung Heer oder Luftwaffe sowie am Feldanzug in der Ausführung Marine – zeigt ein entsprechendes Fraktur-W auf silbernem Grund. Das seit der Unterstellung des Wachbataillons zum mittlerweile aufgelösten Kommando Territoriale Aufgaben der Bundeswehr am Dienstanzug Ausführung Heer am linken Ärmel getragene eigentliche Verbandsabzeichen zeigt gemäß der ehemaligen truppendienstlichen Unterstellung unter das Sicherungs- und Versorgungsregiment beim Bundesministerium der Verteidigung (SichVersRgtBMVg) im kleinen Wappenschild das deutsche Wappen mit Bundesadler auf goldenem Grund auf schwarz-rot-goldenem Hauptwappenschild. Das Wappen ist in vorletzter Ebene mit einer silbernen Kordel und eingeflochtenem schwarzen Faden und in letzter Ebene weiß umrandet und hebt sich damit von den Abzeichen der Soldaten in den höheren militärischen Dienststellen im Bereich des Ministeriums (vgl. Führungsstab der Streitkräfte) ab, deren Abzeichen goldfarben umkordelt ist.

## Besonderheiten des Wachbataillons
Die einzigartige Aufgabenstellung des Wachbataillons spiegelt sich in einer Vielzahl von speziellen Vorschriften und Bestimmungen, die von denen der übrigen Bundeswehr teils erheblich abweichen, wider:
- Das Wachbataillon verwendet zu den Einsätzen im protokollarischen Ehrendienst das Weißkoppelzeug sowie weiße Handschuhe und ungeschnürte schwarze Stiefel mit Eisenbeschlag an den Absätzen (Knobelbecher).
- Das Wachbataillon verfügt über spezielle Leichtgewichtshelme aus Kunststoff, die den protokollarischen Einsätzen Rechnung tragen und das lange Tragen des Helmes erleichtern sollen.
- Beim Dienstanzug der Marine verzichtet das Wachbataillon auf die Dienstgradabzeichen der Mannschaften (diagonale Streifen auf dem Oberärmel der Uniformjacke).
- Das Wachbataillon exerziert als einziger Verband der Bundeswehr die Gewehrgriffe des alten preußischen Exerzierreglements, das in seinen Grundzügen noch aus der Zeit Friedrichs II. von Preußen stammt und bis 1945 allgemein in den deutschen Streitkräften verwendet wurde. Grund dafür ist der höhere Schau- und Repräsentationswert dieses Reglements, der dem protokollarischen Auftrag des Bataillons entspricht.
- Das Wachbataillon verfügt seit 1996 über eine eigene Zentrale Dienstanweisung in zwei Bänden: Die Semper Talis, ein Akronym für „Standardeinsätze mit protokollarischen Empfehlungen und Richtlinien“ (Band 1) und „Tabellarische Darstellung der Abläufe und Listen“ (Band 2). Seit 2005 heißt die Dienstanweisung G.A.R.D.E. „Grundsätze der Ausbildung und Richtlinien zur Durchführung von Einsätzen“.
- Den Gepflogenheiten des Diplomatischen Protokolls entsprechend durften Soldaten des Wachbataillons im protokollarischen Dienst weder Brillen noch Bärte tragen. Kurz geschnittene und kurz gehaltene Bärte sind jedoch seit dem 1. Januar 2024 erlaubt.[12]
- Die Soldaten müssen über ein körperliches Gardemaß verfügen.

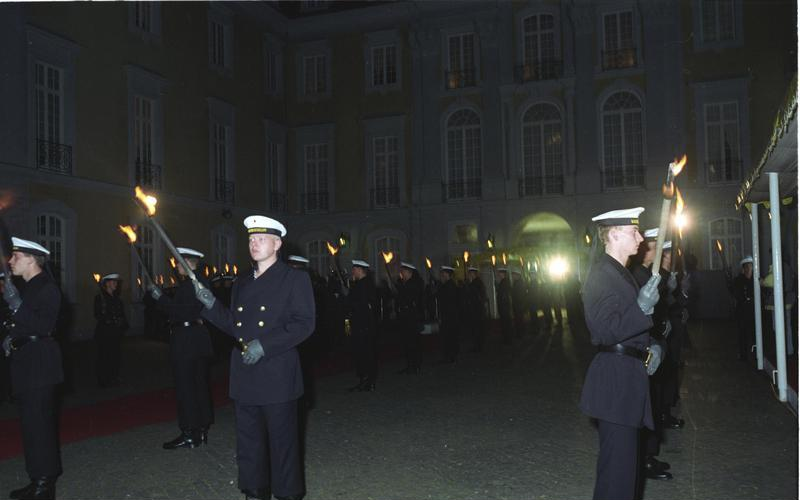
Eine Marinekompanie des Wachbataillons bei einem Staatsempfang für Königin Elisabeth II. im Schloss Augustusburg

Unter den Soldaten des Wachbataillons wurde eine erhöhte Inzidenz der Gynäkomastie (Brustvergrößerung bei Männern) nachgewiesen, die in der Regel linksseitig auftrat. Eine mögliche Erklärung für das Phänomen, das in anderen Militäreinheiten seltener auftritt, ist der Aufschlag des Gewehrgriffs auf die linke Brust während des Exerzierens.

## Tradition und Herkunft
Das Wachbataillon führt mittlerweile im Sinne des Traditionserlasses keine Traditionen ehemaliger Gardeverbände wie den sogenannten Langen Kerls, dem 1. Garde-Regiment zu Fuß oder dem 9. (Preuß.) Infanterie-Regiment der Reichswehr. Dennoch wurde ihm in der Vergangenheit entsprechende Traditionen verliehen. Laut Jörg Hillmann war die Übernahme von Traditionen ehemaliger Wehrmachtsverbände durch aktive Bundeswehrverbände Anfang der sechziger Jahre üblich.  Prägend für das auch heute noch durchgeführte, internationale Protokoll sind Zeichen und Symbole aus alten Armeen. So wird auf das gotische „W“ zurückgegriffen, welches die zum Wachregiment Berlin kommandierten Kompanien der Reichswehr in der Weimarer Republik nutzten. Auch der Karabiner 98k, in der Bundeswehr als G21 geführt, wird als Exerzierwaffe eingesetzt. Der Schlachtruf des Bataillons, Semper talis (lateinisch stets gleich), findet seinen Ursprung bei der preußischen Garde und ist heute – modern definiert – Bestandteil der Verbandsidentität.

## Vorwürfe gegen Angehörige des Bataillons
Im Oktober 2021 ergaben sich Erkenntnisse über rechtsextreme und rassistische Vorfälle sowie sexuelle Übergriffe im Wachbataillon. Die besonders betroffene 2. Kompanie wurde daraufhin vorläufig aus dem protokollarischen Dienst genommen.
Am 8. September 2023 wurde bekannt, dass der Kommandeur des Wachbataillons, Hans Domrich, sowie sein Stellvertreter „vorläufig von ihren Aufgaben entbunden worden“ seien. Gegen seinen Stellvertreter wurden Vorwürfe der sexuellen Belästigung erhoben, denen Domrich nicht nachgegangen sein soll.

## Webserie
- Bundeswehr Exklusive: SEMPER TALIS auf YouTube